# Lac Bleu (Champclause)
Le lac Bleu est un lac artificiel de France situé à plus de 1 260 mètres d'altitude sur la commune de Champclause, dans le département de la Haute-Loire.

## Description
Le lac Bleu est situé sur le site de l'ancienne carrière de lauze des « Balayes », qui a été exploitée pendant environ trois siècles et demi sous forme de biens de sections, chaque famille avait sa propre portion de terre. En 1910, une dizaine de personnes, appelées lauzerons, travaillaient sur ce site. Cette même année, à force de creuser, ils ont découvert une source qui continue d'alimenter le lac bleu jusqu'à aujourd'hui.
La teinte du lac est attribuable aux lauzes, des roches volcaniques qui recouvrent le fond de l'eau. Une roche de haute qualité qui était autrefois employée pour la couverture des toits.

## Tourisme
Des gradins ainsi qu'une petite scène ont été aménagés pour accueillir des représentations ou des événements modestes. À proximité du lac, les visiteurs peuvent découvrir un village en miniature, l'un des rares de ce type en Haute-Loire.